# Oberea leucothrix
Oberea leucothrix är en skalbaggsart som beskrevs av Toyoshima 1982. Oberea leucothrix ingår i släktet Oberea och familjen långhorningar. Inga underarter finns listade i Catalogue of Life.